# Fabrizio Moro

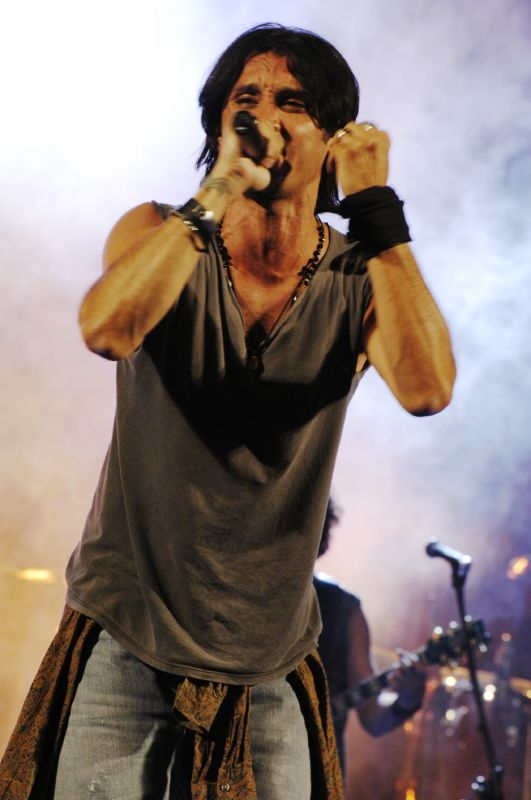
Fabrizio Moro (2007)

Fabrizio Moro (* 9. April 1975 in Rom als Fabrizio Mobrici) ist ein italienischer Cantautore. Seit 1996 als Musiker tätig, schaffte er seinen Durchbruch mit dem Sieg in der Newcomer-Kategorie des Sanremo-Festivals 2007.

## Karriere
Mobrici begeisterte sich früh für Musik und lernte autodidaktisch Gitarre zu spielen. Zunächst mit Schülerbands, dann solistisch trat er zunächst in Bars in Rom auf. Sein Repertoire umfasste The Doors, U2, Guns n’ Roses. 2000 ging er mit dem Lied Un giorno senza fine erstmals in der Newcomer-Kategorie des Sanremo-Festivals ins Rennen. Im Anschluss erschien sein selbstbetiteltes Debütalbum. Für die spanischsprachige Kompilation Italianos para siempre von Universal steuerte Moro 2004, neben Musikerkollegen wie Neffa, Alex Britti, Lucio Dalla oder Claudio Baglioni, das Lied Situazioni della vita bei. Im selben Jahr veröffentlichte er seine Single Eppure pretendevi di essere chiamata amore, gefolgt 2005 von Ci vuole un business; letzteres Lied wurde vom italienischen Roten Kreuz verwendet und fand Eingang in Moros zweites Album Ognuno ha quel che si merita.
Im Jahr 2005 begann Moro auch einen Zusammenarbeit mit Giancarlo Bigazzi und Marco Falagiani. 2007 trat er mit dem Lied Pensa erneut in der Newcomer-Kategorie des Sanremo-Festivals an und gewann; außerdem konnte er sich den Kritikerpreis sichern. Es folgte das gleichnamige Album, produziert von Bigazzi und Falagiani. Mit Eppure mi hai cambiato la vita kehrte Moro schon 2008 nach Sanremo zurück und erreichte in der Hauptkategorie den dritten Platz. In der Folge erschien das Album Domani, gefolgt 2009 von der EP Barabba. Beim Sanremo-Festival 2010 verfehlte Moro mit Non è una canzone den Finaleinzug. Das im Anschluss veröffentlichte Album Ancora Barabba enthielt auch die EP des Vorjahrs.
2012 schrieb Moro für Noemi das Lied Sono solo parole, mit dem diese im Sanremo-Festival 2012 den dritten Platz erreichte. Seine nächsten Alben waren L’inizio (2013) und Via delle Girandole 10 (2015). Bei der Castingshow Amici di Maria De Filippi arbeitete er in zwei Staffeln als „Lehrer“. Für Valerio Scanu schrieb er dessen Sanremo-Beitrag 2016, Finalmente piove. Mit Portami via kehrte Moro als Kandidat zum Sanremo-Festival 2017 zurück und erreichte den siebten Platz; das neue Album Pace erschien im März des Jahres. Zusammen mit Ermal Meta präsentierte er beim Sanremo-Festival 2018 Non mi avete fatto niente und konnte den ersten Platz erreichen, außerdem gelang dem Duo später ein fünfter Platz für Italien beim Eurovision Song Contest 2018 in Lissabon. Moro veröffentlichte nach dem Sanremo-Erfolg die Kompilation Parole rumori e anni.
Mit der Single Ho bisogno di credere leitete der Musiker 2019 sein neues Studioalbum Figli di nessuno ein. 2020 folgte eine weitere Kompilation, Canzoni d’amore nascoste. Beim Sanremo-Festival 2022 präsentierte Moro das Lied Sei tu und belegte den zwölften Platz; außerdem wurde er mit dem Preis für den besten Text ausgezeichnet.

## Diskografie

### Alben
- 2000: Fabrizio Moro
- 2005: Ognuno ha quel che si merita

| Jahr | Titel                    | Höchstplatzierung, Gesamtwochen, AuszeichnungChartplatzierungen (Jahr, Titel, Platzierungen, Wochen, Auszeichnungen, Anmerkungen) | Höchstplatzierung, Gesamtwochen, AuszeichnungChartplatzierungen (Jahr, Titel, Platzierungen, Wochen, Auszeichnungen, Anmerkungen) | Anmerkungen                                              |
| Jahr | Titel                    | IT | CH | Anmerkungen                                              |
| ---- | ------------------------ | --- | --- | -------------------------------------------------------- |
| 2007 | Pensa                    | IT15 (26 Wo.)IT | CH36 (10 Wo.)CH | Erstveröffentlichung: 2. März 2007                       |
| 2008 | Domani                   | IT23 (28 Wo.)IT | CH62 (3 Wo.)CH | Erstveröffentlichung: 26. Februar 2008                   |
| 2009 | Barabba                  | IT39 (14 Wo.)IT | — | Erstveröffentlichung: 5. Juni 2009                       |
| 2010 | Ancora Barabba           | IT39 (4 Wo.)IT | — | Erstveröffentlichung: 19. Februar 2010                   |
| 2011 | Atlantico live           | IT40 (2 Wo.)IT | — | Erstveröffentlichung: 8. November 2011                   |
| 2013 | L’inizio                 | IT13 (4 Wo.)IT | — | Erstveröffentlichung: 30. April 2013                     |
| 2015 | Via delle girandole 10   | IT10 (7 Wo.)IT | — | Erstveröffentlichung: 17. März 2015                      |
| 2016 | Fabrizio Moro            | IT74 (1 Wo.)IT | — | Neuauflage, Original von 2000                            |
| 2017 | Pace                     | IT2 Gold · (15 Wo.)IT | CH37 (1 Wo.)CH | Erstveröffentlichung: 10. März 2017 Verkäufe: + 25.000   |
| 2018 | Parole rumori e anni     | IT3 Gold · (23 Wo.)IT | CH75 (2 Wo.)CH | Erstveröffentlichung: 9. Februar 2018 Verkäufe: + 25.000 |
| 2019 | Figli di nessuno         | IT2 (6 Wo.)IT | CH45 (1 Wo.)CH | Erstveröffentlichung: 12. April 2019                     |
| 2020 | Canzoni d’amore nascoste | IT4 (4 Wo.)IT | — | Erstveröffentlichung: 20. November 2020                  |
| 2022 | La mia voce              | IT7 (3 Wo.)IT | — | Erstveröffentlichung: 4. Februar 2022                    |
| 2023 | La mia voce Vol. 2       | IT8 (1 Wo.)IT | — | Erstveröffentlichung: 19. Mai 2023                       |

### Singles
| Jahr | Titel Album                                    | Höchstplatzierung, Gesamtwochen, AuszeichnungChartplatzierungen (Jahr, Titel, Album, Platzierungen, Wochen, Auszeichnungen, Anmerkungen) | Höchstplatzierung, Gesamtwochen, AuszeichnungChartplatzierungen (Jahr, Titel, Album, Platzierungen, Wochen, Auszeichnungen, Anmerkungen) | Anmerkungen                                                                                 |
| Jahr | Titel Album                                    | IT | CH | Anmerkungen                                                                                 |
| ---- | ---------------------------------------------- | --- | --- | ------------------------------------------------------------------------------------------- |
| 2007 | Pensa                                          | IT1 Gold (2921) · (22 Wo.)IT | CH38 (9 Wo.)CH | Verkäufe: + 35.000                                                                          |
| 2008 | Eppure mi hai cambiato la vita Domani          | IT8 (14 Wo.)IT | — |                                                                                             |
| 2008 | Libero Domani                                  | IT46 (4 Wo.)IT | — |                                                                                             |
| 2009 | Il senso di ogni cosa Barabba                  | IT46 Platin · (2 Wo.)IT | — | Verkäufe: + 100.000                                                                         |
| 2010 | Non è una canzone Ancora Barabba               | IT17 (2 Wo.)IT | — |                                                                                             |
| 2017 | Portami via Pace                               | IT6 ×2Doppelplatin · (12 Wo.)IT | — | Erstveröffentlichung: 8. Februar 2017 Verkäufe: + 100.000                                   |
| 2018 | Non mi avete fatto niente Parole rumori e anni | IT2 Platin · (16 Wo.)IT | CH16 (3 Wo.)CH | Erstveröffentlichung: 7. Februar 2018 Verkäufe: + 50.000; mit Ermal Meta                    |
| 2019 | Ho bisogno di credere Figli di nessuno         | IT56 (1 Wo.)IT | — | Erstveröffentlichung: 15. März 2019                                                         |
| 2022 | Sei tu La mia voce                             | IT20 Gold · (6 Wo.)IT | — | Erstveröffentlichung: 3. Februar 2022 Verkäufe: + 50.000; Beitrag zum Sanremo-Festival 2022 |

Weitere Singles
- 2018: L’eternità IT: Platin (100.000+)[2]
- 2022: Stavo pensando a te (feat. Fulminacci) – IT: Gold (50.000+)[2]